# Vector euclidian

Un vector din planul cartezian, indicând poziția unui punct A cu coordonatele (2, 3).

În fizică, matematică și inginerie, un vector este o entitate geometrică care are o „mărime” precum și o „direcție” în spațiu, spre deosebire de un scalar, fără orientare în spațiu.
Un vector este reprezentat de obicei printr-un segment de dreaptă orientat (o săgeată) având următoarele elemente:
- direcție, pe care se manifestă o anumită mărime fizică vectorială (se numește și dreapta-suport a vectorului);
- orientare, dat de sensul de manifestare a mărimii (sensul pe dreapta-suport);
- punct de aplicație, reprezentând punctul în care se manifestă mărimea fizică;
- modul sau lungime, proporțional(ă) cu valoarea numerică a mărimii vectoriale respective.

Este constituit dintr-o pereche ordonată sau tripletă ordonată de valori scalare.
Vectorul unitate se numește „versor”. Fiecare axă a spațiului tridimensional cartezian are un versor.

## Clasificarea vectorilor
- Vectori legați, caracterizați prin modul, direcție, sens și punct de aplicație (exemple: vectorul poziție al unui punct din plan sau spațiu, momentul forței în raport cu un pol);
- Vectori alunecători, caracterizați prin modul, direcție și sens (exemplu: forța pe dreapta-suport);
- Vectori liberi, caracterizați prin: modul, sens și o direcție paralelă cu o direcție dată.

## Operații algebrice
Vectorii permit efectuarea următoarelor operații: adunare, scădere, produs scalar, produs vectorial, înmulțirea cu un scalar.

## Aplicații în geometrie
Multe probleme de geometrie pot fi abordate prin metoda vectorială, incluzând demonstrarea unor teoreme.

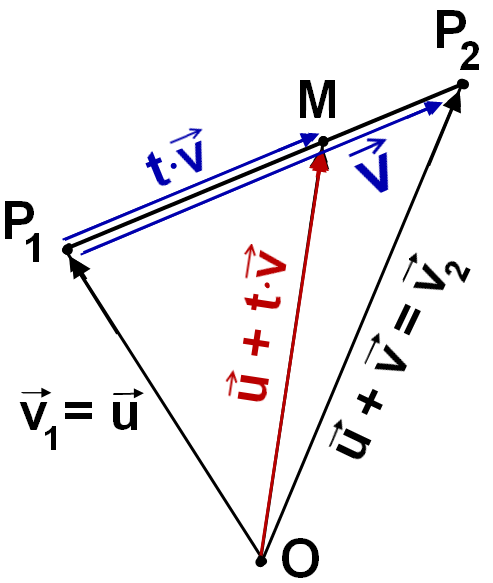

Se fixează un punct numit origine a unui sistem de referință, de obicei coordonate carteziene, se introduc vectorii poziție ale diverselor puncte necesare rezolvării problemei. Vectorii poziție ai extremităților unui segment permit descrierea poziției unui punct din interiorul segmentului prin parametrizare cu un scalar subunitar. Laturile poligoanelor și poliedrelor pot fi reprezentate vectorial.
Se transcrie ipoteza problemei în formă vectorială, formă care se transformă prin prelucrarea unor expresii algebrice până, prin revenire la forma geometrică, se obține concluzia dorită.
Pentru aceasta este necesară transcrierea vectorială a unor proprietăți geometrice fundamentale:
- Doi vectori nenuli {\displaystyle {\vec {u}}} și {\displaystyle {\vec {v}}} sunt coliniari dacă și numai dacă unul din ei se obține din primul prin înmulțirea cu un scalar {\displaystyle {\vec {v}}=\lambda {\vec {u}}.}
- Dacă {\displaystyle {\vec {a}},{\vec {b}},{\vec {c}}} sunt trei vectori nenuli coplanari, atunci oricare dintre ei se poate scrie ca o sumă ponderată (combinație liniară) a celorlalți. Se face conexiunea cu metodele din algebra liniară.
- Paralelismul între doi vectori se poate evidenția prin includerea acestora într-un paralelogram ca laturi opuse. O diagonală a paralelogramului este suma vectorială a doi vectori cu același punct de aplicație. Diagonala opusă diagonalei sumă este diferența vectorilor cu același punct de aplicație.